# Kamengrad (Požega)
Kamengrad (ili također, u starijim izvorima, Castrum Kwuar, Castrum Kew War, Castrum Kewar) je ruševina tvrđave u Hrvatskoj.
Ime je dobila prema mađarskoj riječi kövár što u prijevodu na hrvatski jezik znači "kamena utvrda", što pokazuje jasnu svezu s hrvatskim imenom Kamengrad. 

## Zemljopisni položaj
Nalazi se na planini Papuku iznad Kamenskog Vučjaka, na nepristupačnom terenu, na 612 metara nadmorske visine.

## Povijest
Povijesni ju dokumenti spominju još 1420. godine, a pretpostavlja se da je sagrađena krajem 13. stoljeća. U znanstvenim se krugovima uzima za vjerojatno da su joj graditelji bili iz roda Rada, braća Filip i Lovro. Kroz povijest je mijenjala vlasnike, a od poznatijih su bili Ivan Zapolja i obitelj Tahy. 1539. su ju godine nakon dugih godina osvojili Osmanlije. Za njihove je vlasti imala stalnu omanju vojnu posadu. 1687. su je godine oslobodile postrojbe hrvatskog bana Nikole Erdödyja i domaći ustanici, a u tim je borbama djelimice stradala. Nove su ju vlasti napustile tako da ju službeni podatci već 1702. godine bilježe kao ruševinu.

## Vanjske poveznice
- Kamengrad – zaboravljeni srednjovjekovni biser Slavonije